# Cleo King
Cleo King est une actrice américaine née le 21 août 1962 à Saint-Louis, dans le Missouri (États-Unis).

## Filmographie
- 1993 : Six degrés de séparation (Six Degrees of Separation) : Lt. Price
- 1997 : Touch Me : The Gospel Singer
- 1999 : Border Line (TV) : Allison's Secretary
- 1999 : Magnolia de Paul Thomas Anderson : Marcie
- 2000 : Road Trip : Woman on Bus
- 2000 : Eh mec ! Elle est où ma caisse ? (Dude, Where's My Car?) : Penny the Impound Officer
- 2001 : Bubble Boy : Minister

- 2001 : La Frontière de l'espoir (On the Borderline)

- 2002 : Six Feet Under (série télévisée) saison 2 ep1 : Life

- 2002 : Escapade à Reno (Waking Up in Reno) de Jordan Brady : June
- 2003 : National Security : Woman in Car
- 2003 : La Vie de David Gale (The Life of David Gale) : Barbara Kreuster
- 2003 : Dogville : Olivia
- 2003 : The Brotherhood of Poland, New Hampshire (série télévisée) : Francine Hill
- 2006 : Hood of Horror de Stacy Title : Miss Willows
- 2006 : The Benchwarmers : Lady Customer
- 2006 : Deadwood (série télévisée) : Tante Lou
- 2009 : Very Bad Trip : Officier Garden
- 2010-2016 : Mike and Molly : Rosetta "Nana"
- 2014 : Transformers : L'Âge de l'extinction : agent immobilier
- 2017-2018 : Les Désastreuses Aventures des orphelins Baudelaire : Eléonora Poe
- 2017 : The Bye Bye Man de Stacy Title : Mrs. Watkins